# Ernest Austin (asesino)

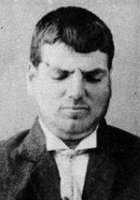

Ernest Austin (también conocido como Ernest Johnston) (1890 – 22 de septiembre de 1913) fue la última persona en ser ejecutada en Queensland.
Austin nació en Victoria, fue condenado por la violación y asesinato de Ivy Mitchell, una niña de 12 años de edad, en la carretera Cedar Creek cercana a Samfor. Él fue colgado en Brisbane's Boggo Road Gaol y enterrado en el Cementerio de South Brisbane.
En el Folklore Australiano, se dice que el fantasma de Austin ronda la prisión de Boggo Road Gaol.
En 1922, Queensland se volvió el primer estado en Australia en abolir la pena de muerte.
El también era conocido como Ernest Johnston.